# Эсслер, Ванесса
Ванесса Эсслер (итал. Vanessa Hessler; род. 21 января 1988, Рим) — итальянская актриса и фотомодель.

## Биография
Ванесса Эсслер родилась 21 января 1988 года в Риме. Мать Ванессы — итальянка, а её отец — американец. Ванесса жила в Риме до 8 лет, а затем переехала в Вашингтон к отцу. Ванесса жила там до 2002 года, затем она вернулась в Италию, чтобы начать карьеру фотомодели. Ванесса являлась лицом европейской марки Alice DSL. В 2008 году снялась в фильме «Астерикс на Олимпийских играх».
В 2007 году в возрасте 19 лет Эсслер начала встречаться с сыном ливийского лидера Муаммара Каддафи — Муттазимом. Как рассказывала сама Ванесса, это «была настоящая страсть». Их отношения длились четыре года вплоть до начала гражданской войны в Ливии в 2011 году. 28 октября 2011 года Ванесса дала интервью немецкому таблоиду «Spiegel», в котором заявила о семье Каддафи, что «он и его семья не такие, какими их представляют, они нормальные люди… Повстанцы финансируются нами, Францией и Великобританией. Эти люди не ведают, что они делают. Населению при Каддафи было не так плохо. Люди там были не очень бедные и не очень фанатичные. Не надо всему верить, что рассказывают. Я также постоянно думаю о дочери Каддафи — Аише. Чудовищно, если она и её ребёнок не покинули страну. Я шокирована всем тем, что произошло». После этих комментариев 31 октября 2011 года немецкий телекоммуникационный концерн Telefonica Germany (одной из торговых марок которой является Alice DSL) расторг контракт c Ванессой.

## Награды и номинации
- В 2006 году заняла 92 место в списке AskMen.com’s «Top 99 Most Desirable Women of 2006»[8].

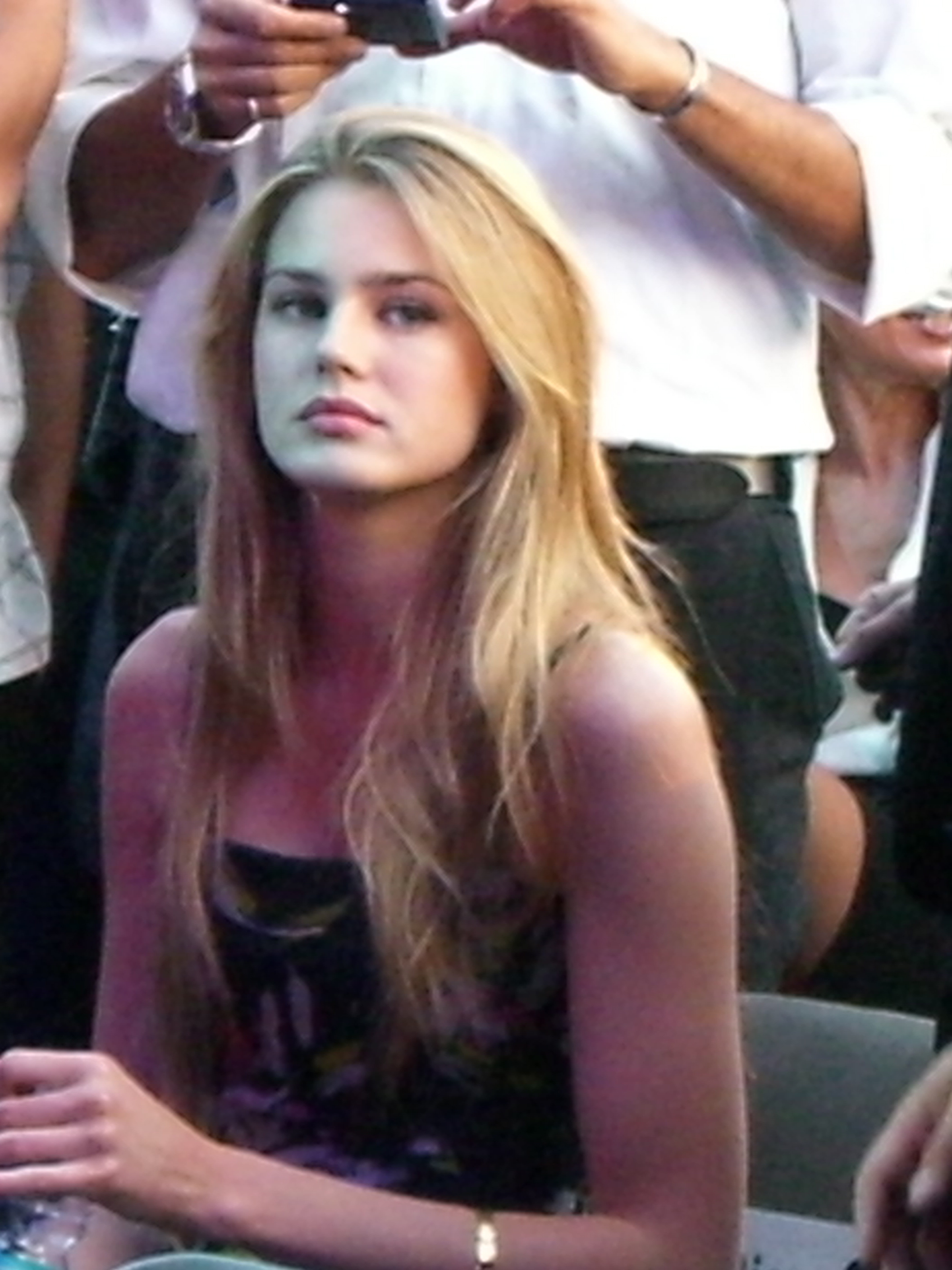
Ванесса Хесслер на церемонии «Wind Music Awards 2008»

## Фильмография
| Год  |     | Русское название                                  | Оригинальное название                      | Роль                             |
| ---- | --- | ------------------------------------------------- | ------------------------------------------ | -------------------------------- |
| 2005 | ф   | Каникулы в Майами                                 | Natale a Miami                             | Стелла                           |
| 2008 | ф   | Астерикс на Олимпийских играх                     | Astérix aux jeux olympiques                | царевна Ирина                    |
| 2008 | тф  | Ночь для любви                                    | Per una notte d'amore                      | Джорджия Бонетти                 |
| 2009 | тф  | Одним октябрьским вечером                         | Una sera d'ottobre                         | Джулия Пиццинелли                |
| 2011 | ф   | Слишком красивые, чтобы умереть — последний выход | Sotto il vestito niente — L'ultima sfilata | Бритт                            |
| 2011 | тф  | Золушка                                           | Cinderella                                 | Аврора де Люка                   |
| 2011 | тф  | Американская девочка                              | La ragazza americana                       | Сьюзан Хендерсон                 |
| 2012 | тф  | Капитанская дочка                                 | La figlia del capitano                     | Маша Миронова, капитанская дочка |
| 2012 | с   | Тысяча и одна ночь: Аладдин и Шахерезада          | Le mille e una notte: Aladino e Sherazade  | Шахерезада                       |
| 2012 | тф  | Святая Варвара                                    | Santa Barbara                              | Варвара                          |
| 2014 | кор | Реалити+                                          | Reality+                                   | Стелла                           |
| 2014 | ф   | Вы под знаком 6?                                  | Ma tu di che segno 6?                      | Нина Роччи                       |